# Mészáros Lajos (politikus)
Mészáros Lajos (Tornyópuszta, 1891. november 11. – Dachau, 1945 tavasza) munkásmozgalom mártírja, partizán.

## Élete
Bányászcsaládból származott, ő maga 1907-től kezdve szintén bányászként dolgozott Tatabányán és környékén. 1917 és 1919 között a helyi szakszervezeti csoport elnökeként küzdött a bányamunkások sorsának javításáért. Az 1920-as, 1930-as években nyilvánosan, kiváló szónoki képességgel hirdetett szélsőbaloldali nézetei miatt 1924-ben Franciaországba kellett menekülnie családjával, ahol cipészként dolgozott. A honvágy 1936-ban hívta haza, ahol ismét – látván a magyarországi helyzetet – politikai nézeteit kezdte hangoztatni, buzdított az ellenállásra. 1944. szeptember 8-án SS-tisztek letartóztatták és a Margit körúti fogházba, majd a dachaui koncentrációs táborba hurcolták, és ott is hunyt el. Emlékét utca név őrzi Oroszlányban.